# Édouard Drumont
Pour les articles homonymes, voir Drumont.
Édouard Drumont, né le 3 mai 1844 à Paris et mort le 3 février 1917 dans la même ville, est un journaliste, écrivain, polémiste et homme politique français d'extrême droite.
Fondateur du journal La Libre Parole, antidreyfusard, nationaliste et antisémite, il participe à la fondation de la Ligue nationale anti-sémitique de France. Député d'Alger de 1898 à 1902, il est l'une des principales figures historiques de l'antisémitisme en France.

## Biographie
Né en 1844 à Paris sous la monarchie de Juillet, Édouard Adolphe Drumont doit, très jeune, subvenir aux besoins des siens, en raison de la grave maladie dont souffre son père Adolphe, d'une famille paysanne originaire des Flandres. Celui-ci, qui est expéditionnaire (employé à la copie d'actes juridiques) à l'hôtel de ville de Paris, et qui a donné à son fils une éducation plus républicaine que catholique, doit être interné à l’asile psychiatrique de Charenton pour mélancolie délirante en 1861, créant une fêlure intime chez le jeune Édouard qui rejette alors le monde moderne, comme l’écrira Georges Bernanos, grand admirateur d'Édouard Drumont :

« Moins qu'un autre, le père de Drumont n'était homme à souffrir qu'on mît une chemise de force à l'esprit humain : c'était un de ces rêveurs sages et circonspects, moins têtus, comme on en voit dans nos vieux pays du Nord, avec leurs yeux bleus tranquilles enfantins, et leurs colossales épaules. D'ailleurs ancien élève de l'École des chartes, ami des livres et fort érudit. »

Sa mère, Honorée Drumont, fut peintre dans sa jeunesse et pris part à plusieurs Salons notamment ceux de 1835 et 1837 ou elle obtient une médaille.

### Homme de lettres

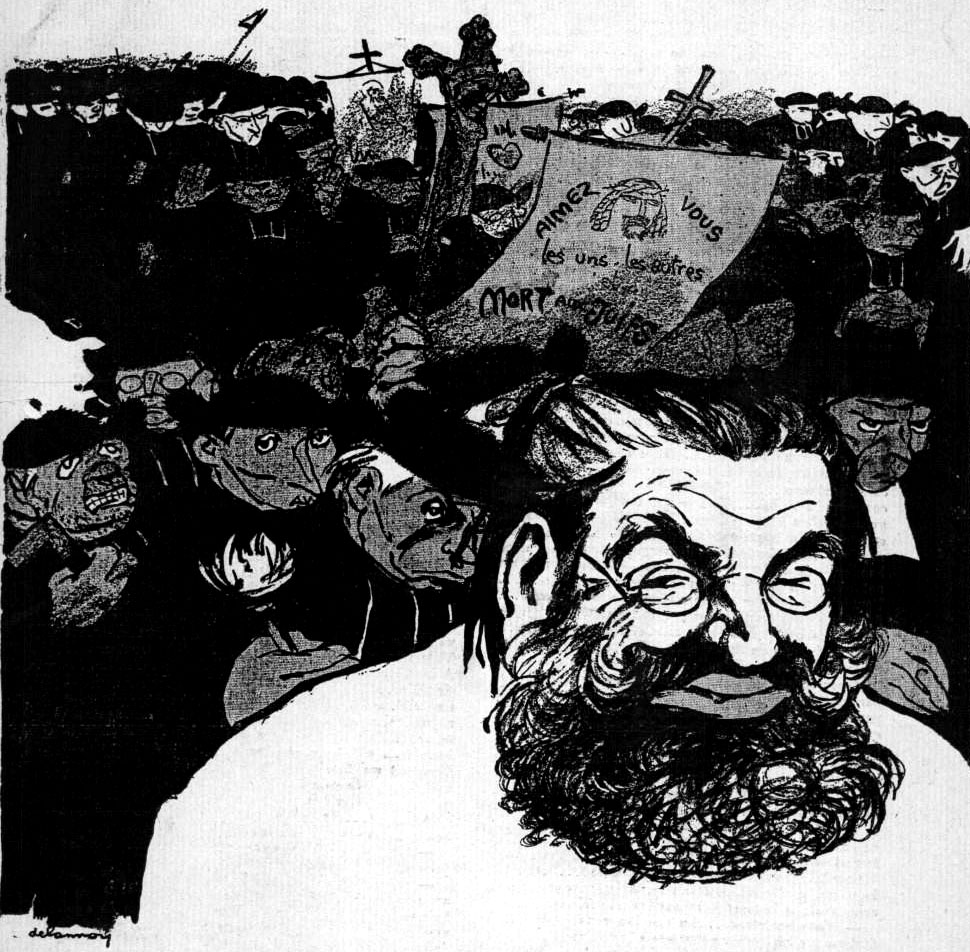
Caricature par Aristide Delannoy parue dans Les Hommes du jour (1908).

Édouard Drumont entre, dès la mort de son père, à l'hôtel de ville où il travaille six mois. Il a 17 ans. Son rêve est de devenir homme de lettres. Il se lance dans le journalisme et entre au Moniteur du bâtiment, puis il collabore au Diable à quatre, un journal d'Hippolyte de Villemessant (journaliste qui a ressuscité Le Figaro en avril 1854). Il travaille parallèlement à L'Inflexible, où il dévoile les secrets de Villemessant, qui le congédie. Il publie des articles dans divers journaux comme La Liberté (où il s'occupe à la fois des reportages, des chroniques littéraires, des études d'art et même la dernière heure au Corps législatif). Édouard Drumont reste chroniqueur d'art à La Liberté de 1874 à 1886, où il a pu être engagé grâce à un article qu'il avait écrit sur Émile de Girardin, directeur de ce journal.
Au sein de La Liberté, il n'expose pas ses idées politiques. Il révèle ses talents d'historien dans la Revue de la Révolution. Il écrit dans Le Bien public, mais aussi dans L'Univers, Le Nain jaune, La Presse théâtrale, la Chronique illustrée, Le Contemporain, La Revue de France, Le Gaulois, Le Petit Journal (critique d'art), etc. Il compose les oraisons funèbres d'Émile Pereire — qu'il compare à Napoléon Ier — et de son frère Isaac. Il se fait d'abord connaître par la publication de plusieurs ouvrages non politiques. Si sa première œuvre littéraire est une pièce de théâtre en un acte, cosignée avec Aimé Dollfus, Je déjeune à midi (1875), son premier livre publié est Mon Vieux Paris, paru à 34 ans en 1878. L'ouvrage est un parcours commenté de la capitale, émaillé de réflexions empreintes de nostalgie et de regret. Suivent Les Fêtes nationales à Paris (1878) et Le Dernier des Trémolin (1879).
En 1880, Drumont rédige l'introduction d'un ouvrage inédit intitulé La Mort de Louis XIV. Cet ouvrage est conçu par les frères Anthoine (garçons de la chambre de Louis XIV). L'introduction que rédige Édouard Drumont révèle, selon ses détracteurs, qu'il est un ferme partisan du monarchisme : « Louis XIV mourant, comme Louis XIV vivant, représente le XVIIe siècle dans sa manifestation la plus admirable et la plus élevée[réf. nécessaire]. ».

### La France juive

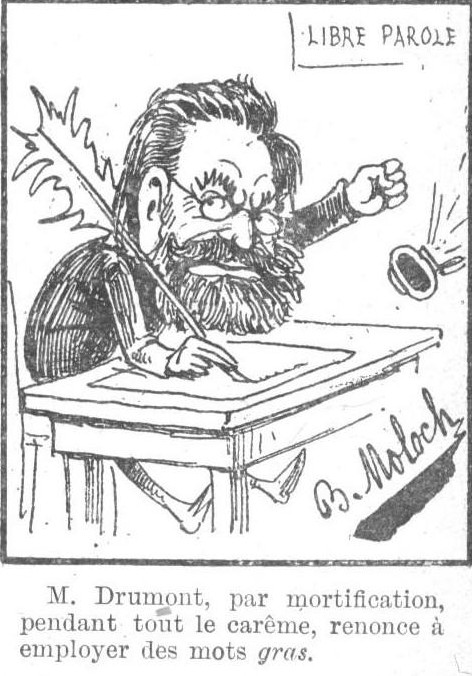
Édouard Drumont caricaturé par B. Moloch dans le Monde moderne, 1898.

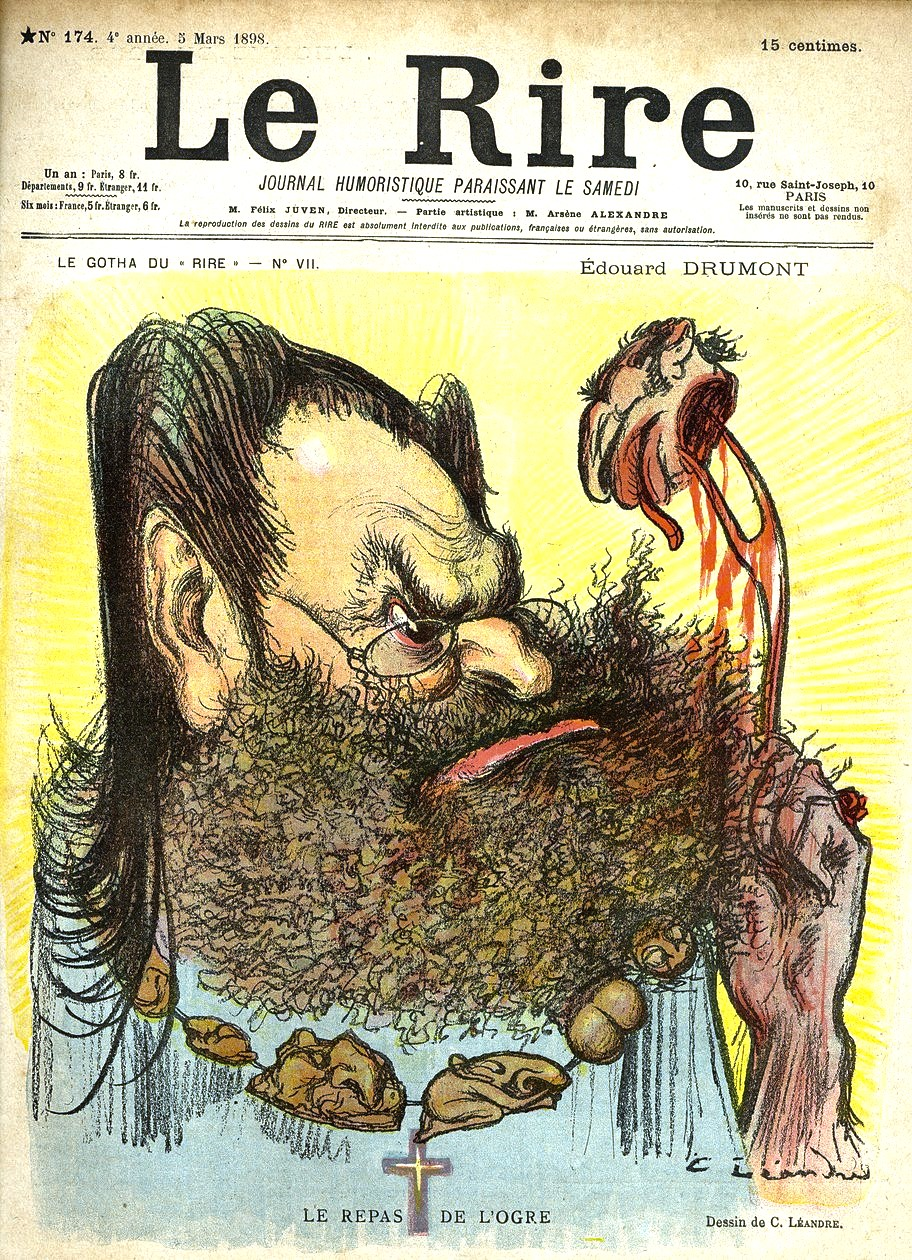
Le Repas de l'ogre, caricature d'Édouard Drumont par Charles Léandre, en couverture du journal Le Rire, 5 mars 1898.

Édouard Drumont est converti par le père jésuite Stanislas du Lac, qui l'aurait engagé à écrire La France juive et lui aurait fourni des fonds pour créer la Libre Parole.
En 1885, Édouard Drumont publie un opuscule de quarante-trois pages intitulé Le Vol des diamants de la couronne au garde meuble. Appelé à la direction du Monde en 1886, il publie, en avril de la même année, La France juive, qui est un succès éditorial avec 62 000 exemplaires vendus dès la première année et atteint vite la 150e édition, ce qui en fait l'un des plus grands succès du livre politique sous la IIIe République. L'ouvrage vaut à son auteur, en même temps que la notoriété, une condamnation à une forte amende et deux duels.
L'un de ces duels l'oppose à Arthur Meyer, directeur du Gaulois. Les témoins de Drumont sont Alphonse Daudet et Albert Duruy, deux de ses amis écrivains. Durant le duel, Meyer saisit l'épée de Drumont de la main gauche (action formellement interdite) et le blesse à la jambe. À la suite de cet incident, Arthur Meyer sera condamné à une amende de 200 francs.
Édouard Drumont publie ensuite La France Juive devant l'opinion (1886), La Fin d'un monde (1889), La Dernière Bataille (1890), Le Testament d'un antisémite (1891) et Le Secret de Fourmies (1892). En 1890, Drumont fonde la Ligue nationale antisémitique de France. Il critique le cosmopolitisme de ce qu'il appelle la race juive, ce qui s'oppose pour lui au nationalisme fort qu'il défend. Drumont devient alors l'antisémite le plus célèbre de France. Son succès tient en partie à ce qu'il puise à l'ensemble des courants antisémites de l'époque, de l'antisémitisme anticapitaliste de la gauche à l'antisémitisme traditionnel catholique en passant par le racisme biologique, pour en tirer un système d'explication universelle où le Juif devient le responsable de tous les maux. Catholique et royaliste, il se dit également pendant un temps socialiste et multiplie les contacts dans les partis de gauche.
Le psychanalyste François Richard classe Drumont comme un anarchiste de droite, bien que son attitude vis-à-vis de l'anarchisme ait été ambivalente.
En avril 1890, Drumont se présente aux élections du conseil municipal du 7e arrondissement de Paris. Soutenu par Albert de Mun ainsi que par des cercles royalistes, bonapartistes et boulangistes locaux[réf. souhaitée], il perd néanmoins l'élection avec environ 10 % des voix, notamment à cause de la campagne menée contre lui par le baron René Reille au sein des notables conservateurs du quartier du Gros Caillou, mais aussi par Paul Déroulède et ses ligueurs.

### Journalisme:La Libre Parole

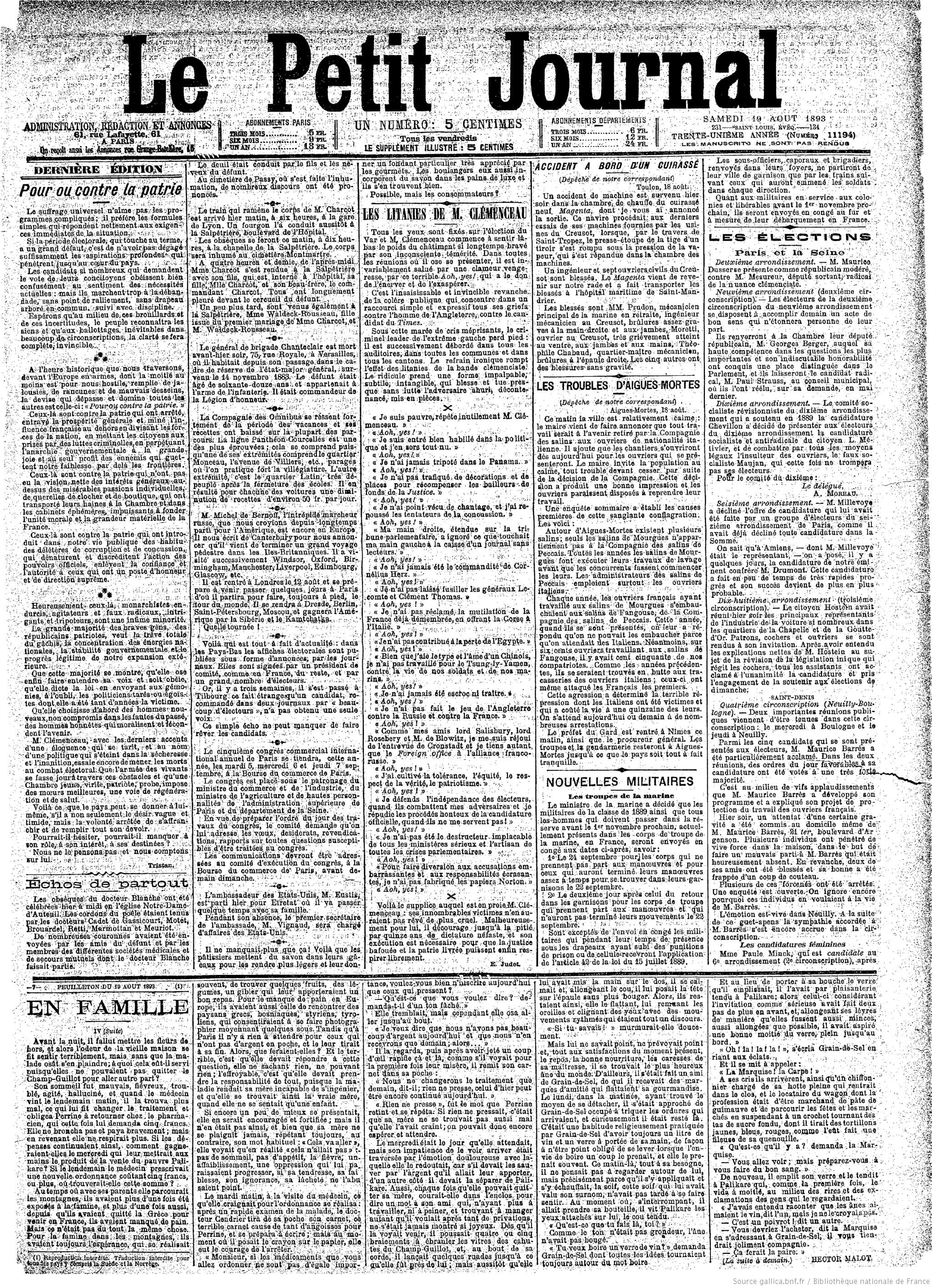
La UNE du Petit Journal du 19 août 1893. Outre « Les litanies de M. Clemenceau », une violente attaque contre ce dernier, le journal salue (à droite) la candidature à Amiens de « notre éminent confrère M. Drumont » pour les législatives de 1893.

Pour donner plus d'ampleur à sa campagne, il lance le 20 avril 1892 La Libre Parole, avec comme sous-titre : « La France aux Français ».

Dans un article, il accuse le député Auguste Burdeau, rapporteur de la commission parlementaire chargée de se prononcer sur le renouvellement des avantages accordés au conseil de régence de la Banque de France, d'avoir reçu des fonds de la part d'un des membres du conseil de régence, le banquier Alphonse de Rothschild, pour conclure au renouvellement des privilèges. Très vite, il est emprisonné à la Prison de Sainte-Pélagie du 3 novembre 1892 au 3 février 1893, purgeant une peine de trois mois de prison infligée par la cour d'assises de la Seine pour avoir diffamé le député Burdeau. Pendant cette peine de prison, il est en compagnie de Pierre Martinet, fondateur de l'anarchisme individualiste et Lucien Pemjean, futur collaborationniste et antisémite. Il invite les anarchistes dont Martinet à partager un dîner chez lui pour célébrer sa libération mais ceux-ci chantent l'Internationale ou d'autres chants anarchistes, ce qui lui déplaît - les deux groupes en viennent presque à se battre. En 1898, Martinet écrit sur un placard des critiques visant Drumont pendant son séjour en prison ; il déclare par exemple :

« Moi, je peux dire que là, je l'ai sauvé de la folie. Sa cellule était au-dessus de la mienne. Chaque nuit, il frappait, avec le manche de son balai, à mon plafond, me criant :
— Vous dont les fenêtres donnent sur la rue, ne voyez-vous pas des Juifs qui viennent brûler la geôle ?
— Rassurez-vous, répondais-je, je ne vois que la sentinelle qui nous garde. »

Ayant reçu des documents confidentiels du baron Jacques de Reinach, Édouard Drumont révèle depuis sa cellule un à un les noms des politiciens et journalistes corrompus et les mécanismes de l'escroquerie du scandale de Panamá. L'écrivain Maurice Barrès y fit référence dans son livre Leurs Figures.
Dans ses colonnes, il qualifie le système politico-financier de « presque tout entier tenu par des mains juives ».
Les articles, écrits à cette occasion, sont ensuite réunis en un volume : De l'or, de la boue, du sang, en 1896. Le 26 novembre 1896, il préside le 1er congrès de la Démocratie chrétienne à Lyon.
Drumont lit L'État juif manifeste du sionisme de Theodor Herzl en 1897.
En 1898, en pleine affaire Dreyfus, Drumont attaque Georges Clemenceau, un des meneurs du parti dreyfusard, dans un article de son journal :

« Je suis trop modeste, monsieur, pour prétendre que mes services militaires égalent ceux de tant de généraux et de tant d'officiers d'élite que Zola traîne dans la boue aux applaudissements de votre bande. Ils me donnent le droit, cependant, d'exprimer mon mépris pour l'homme qui ne s'est aperçu qu'il y avait une armée française que lorsqu'il a éprouvé le besoin de cracher dessus.
[…]
Maire de Montmartre, vous étiez le complice du juif Simon Mayer qui assassinait nos généraux et présidait au renversement de la Colonne devant les Prussiens qui riaient, comme ils rient aujourd'hui.
Député, vous étiez le commandité et l'homme à tout faire du juif allemand Cornelius Herz.
Vomi par vos électeurs et redevenu journaliste, vous vous êtes fait le défenseur du traître Dreyfus.
Vous êtes un misérable, évidemment, mais dans votre genre, vous avez au moins le mérite d'être complet. »

En réponse, Clemenceau défie Drumont en duel et choisit l'usage du pistolet, avec trois balles chacun, à vingt pas de distance. Drumont choisit pour témoin Albert Monniot, qui confie aux autres collaborateurs de La Libre Parole : « Je viens de voir Vaulquin ; il paraît que le salaud est en pleine forme. À vingt pas, il met sa balle dans une pièce de cent sous. Drumont est mort. » Le journaliste myope, opposé à l'un des meilleurs tireurs de la scène politique, sort toutefois indemne de ce duel.

### Député

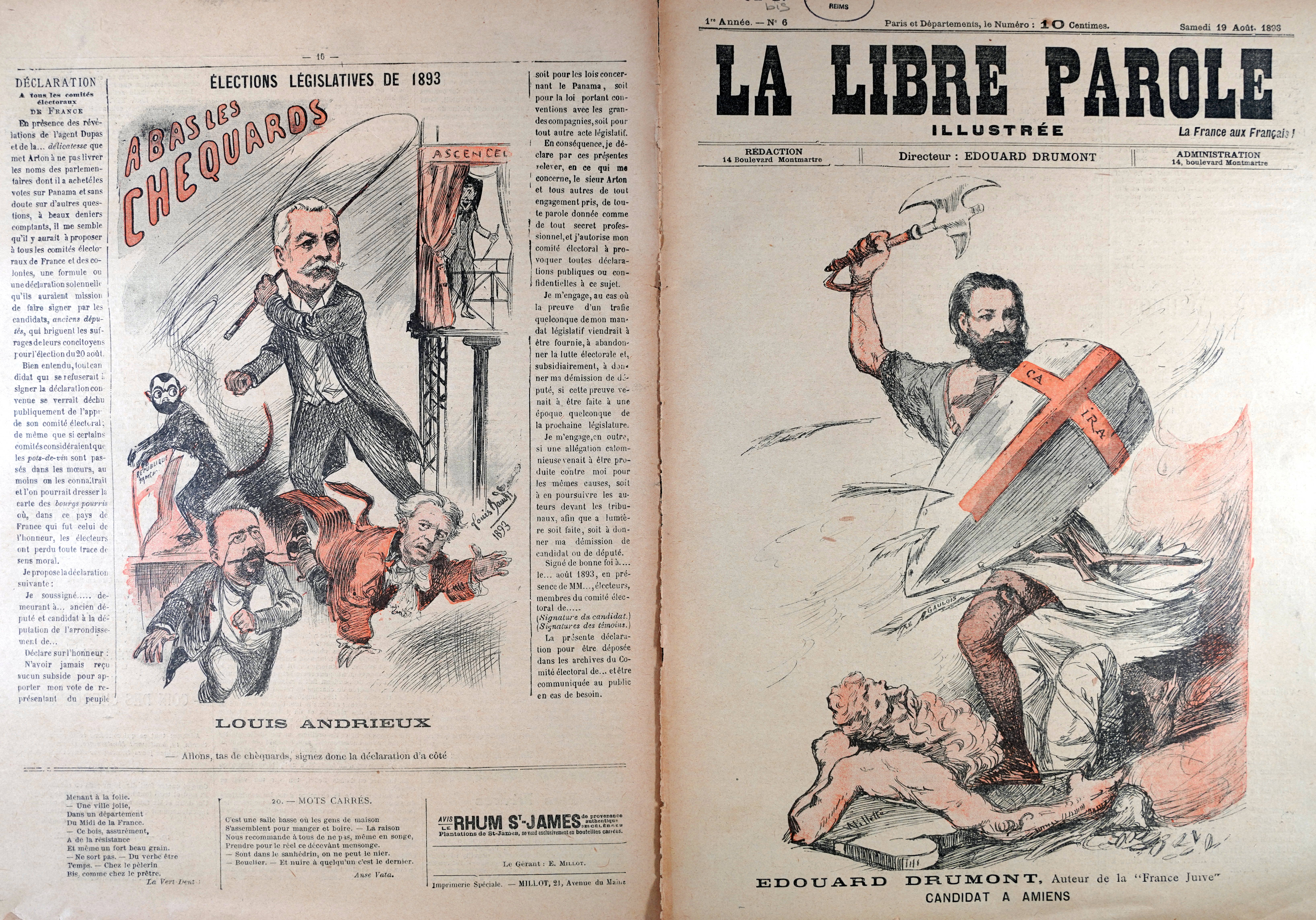
En 1893 il se présentait à Amiens.

À la suite des émeutes antisémites d'Alger en 1898, l'agitateur Max Régis convainc Édouard Drumont de se présenter dans cette ville aux élections législatives : élu député d'Alger en mai, l'écrivain devient à la Chambre dirigeant du « groupe antisémite », composé de 28 députés. Il s'oppose vivement à la révision du procès de Dreyfus (1897-1898), réclame des poursuites contre Zola et l'abrogation du décret Crémieux (1899), soutenu par les quatre députés d'Algérie.
Le groupe se disloque cependant rapidement. En 1901, il lance le Comité national antijuif, qui vise à « substituer une République vraiment française à la République juive que nous subissons aujourd'hui », avec les députés Charles Bernard et Firmin Faure, ce qui ne l'empêche pas d'être battu aux élections générales du 27 avril 1902, remportées par le Bloc des gauches.

### Fin de vie
Après avoir perdu son siège de député, il reprend son métier de journaliste et d'écrivain.
En 1909, il échoue de justesse à être élu membre de l'Académie française. Au premier tour, il obtient 10 voix contre 12 pour Marcel Prévost. Ce dernier l'emporte finalement après un quatrième scrutin, le 27 mai 1909.
Le 22 février 1915, il prend la direction du journal Le Peuple français. Il passe une partie de la fin de sa vie en Seine-et-Marne au château de Saint-Ange de Villecerf puis dans l'Yonne, dans le village de Vallery.
Il meurt le 3 février 1917, ses obsèques se déroulent à Saint-Ferdinand des Ternes, en présence de son vieil ennemi Arthur Meyer, converti au catholicisme.

### Pratique du duel
Polémiste virulent, Drumont fut impliqué dans de nombreux duels. Il s'entraînait parfois avec un maître d'armes dans les locaux de La Libre Parole et faisait preuve d'une grande pugnacité contre ses adversaires[source insuffisante]. Son ami, le marquis de Morès était également un duelliste renommé. Toutefois, Drumont ne rechercha jamais l'affrontement physique avec ses adversaires ; ce furent ces derniers qui eurent à chaque fois l'initiative du défi[source insuffisante] :

« On connaît mes idées en matière de duel. Je n'ai jamais envoyé de témoins à ceux qui m'avaient le plus violemment insulté. Je n'ai jamais refusé, je ne refuserai jamais une réparation à quelqu'un que j'aurais attaqué.
Je crois qu'à notre époque d'universel mensonge, il est nécessaire de dire la vérité, et cette vérité, j'entends la dire à ma façon, mais il est clair que par le fait que je discute les actes de quelqu'un avec une certaine âpreté, je signe un billet à ordre sur moi, et que je serai comme Ferry « le dernier des lâches » si je ne faisais pas honneur à ma signature. Tout le monde sait qu'il n'y a pas à Paris d'homme moins fanfaron que moi, moins capitaine Fracasse, moins estradier de salle d'armes ; personne ne doute non plus, j'espère, que pour défendre mes idées je suis très calmement décidé à tout. »

— Édouard Drumont, Le Testament d'un antisémite

## Héritage
La rhétorique outrancière et les techniques d'écriture d’Édouard Drumont n'ont pas manqué d'être abondamment caricaturés.
Georges Darien dans son roman les Pharisiens (1891) pastiche le style de Drumont pour créer le personnage transparent de l'Ogre, auteur de La Gaule sémitique. Extrait : 

« L'Ogre était un drôle. C'était, au moral et au physique, le plus grandiose échantillon de crétinisme illuminé qu'il fût possible de rencontrer. On avait le droit de se figurer un masque aussi vil, une conscience aussi abjecte ; mais il était absolument interdit à l'imagination la plus ardente de rêver une telle âme habitant un tel corps. Pour peu qu'on eût le cœur assez solide pour contempler sa hideur et l'esprit assez ferme pour sonder sa bassesse, il devenait évident que l'Ogre était, entre tous, un prédestiné. »

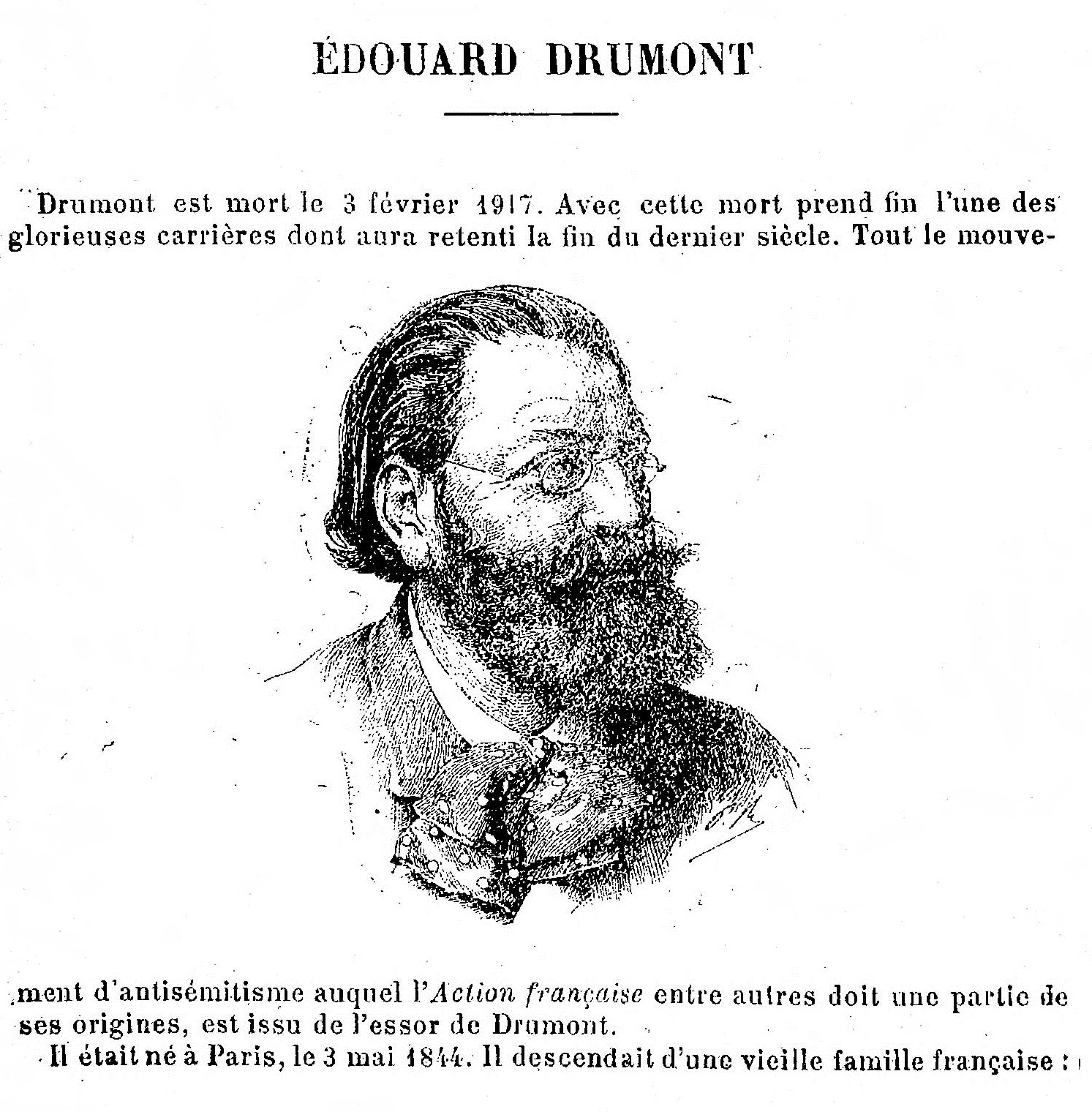
Hommage dans l’Almanach de l'Action française en 1918 : Tout le mouvement d'antisémitisme auquel l’Action française entre autres doit une partie de ses origines, est issu de l'essor de Drumont.

Génia Lioubow signe en 1902, dans la rubrique « Physiognomonie » de la revue de Gaston Méry L'Écho du merveilleux, un article consacré à Édouard Drumont qui préface son ouvrage L'Art divinatoire. Les visages et les âmes publié l'année suivante par Flammarion.
Parmi ses amis, il compta un autre essayiste pamphlétaire antisémite : Daniel Kimon.
Charles Maurras, dans son Dictionnaire politique et critique, dit que « la formule nationaliste est ainsi née presque tout entière de lui et Daudet, Barrès, nous tous, avons commencé notre ouvrage dans sa lumière. » Plus loin, Charles Maurras ajoute : 

« Chroniqueur merveilleux, historien voyant et prophète, cet esprit original et libre s'échappait aussi à lui-même. Il ne vit point tout son succès. »

Georges Bernanos lui a consacré le livre La Grande Peur des bien-pensants. Il appelle Édouard Drumont avec affection « mon vieux maître » ou le « vieux Drumont ». Toutefois, comme l'écrit Max Milner, « l'admiration de Bernanos pour Drumont ne va nullement à son racisme sur lequel il insiste somme toute fort peu, mais à certains aspects de sa personne qui nous renseignent davantage sur Bernanos lui-même » […] et où il « projette lui-même son angoisse, sa solitude, sa révolte en présence du mal, sa vocation sacrificielle de témoin impuissant et d'avertisseur inécouté. » De plus, à partir de 1936, Bernanos commence à prendre très clairement position contre l'antisémitisme d'État, nationaliste et raciste, véhiculé par l'idéologie nazie et une extrême droite que l'on va bientôt retrouver dans les rangs du pouvoir vichyste, que Bernanos abhorre et qu'il va combattre avec force durant toute la guerre.
Dans les années 1930, Henry Coston se réclame d'Édouard Drumont en relançant La Libre Parole.
En septembre 2019, l'historien Gérard Noiriel publie Le Venin dans la plume. Édouard Drumont, Éric Zemmour et la part sombre de la République, dans lequel il compare la rhétorique identitaire de l'essayiste aux imprécations antisémites de Drumont,,. Selon Noiriel, Zemmour partage avec Édouard Drumont les mêmes « rhétoriques de l'inversion », c'est-à-dire un récit présenté comme une vérité taboue qui serait niée par l’histoire officielle « bien-pensante » ou « droits-de-l’hommiste ». Le politologue Vincent Tournier reproche cependant à Noiriel de négliger le fait que Drumont semble caractéristique d'un aspect majeur de l'antisémitisme de l'époque : la haine des juifs le porte à être largement philo-arabe et philo-musulman.
Le journaliste Christophe Donner écrit que Drumont est le « patient zéro » de l'antisémitisme français : « Il n'a pas inventé la haine des Juifs, mais il a fait mieux que souffler dessus : il en a créé la version moderne, baptisée « antisémitisme ». L'ancestrale judéophobie chrétienne se veut désormais « scientifique » et raciale. Avec La France juive, Drumont publie un vaste annuaire de la délation avec ses 3 000 noms de personnalités juives ou associées à elles. »

### Les Amis d'Édouard Drumont

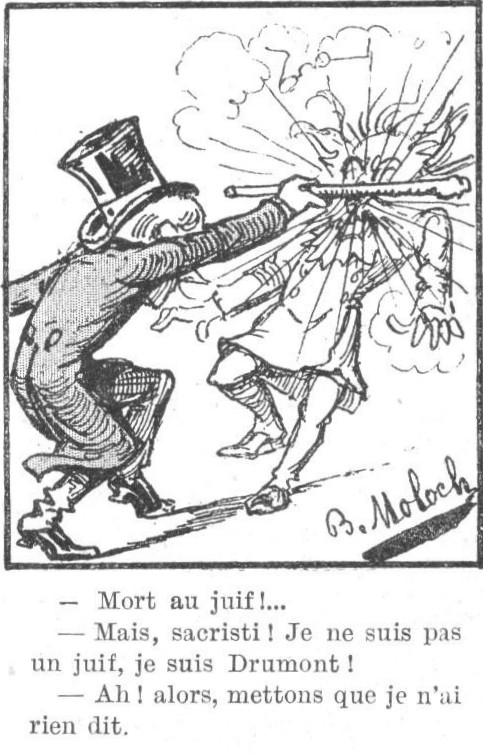
Édouard Drumont caricaturé par B. Moloch dans le Monde moderne, 1898.

Les Amis d'Édouard Drumont, association française fondée en 1963 par Maurice Bardèche en collaboration avec Xavier Vallat, Jacques Ploncard d'Assac, Abel Manouvriez, Hubert Biucchi et Henry Coston (qui se présentaient comme disciples de Drumont). L'association regroupait des écrivains et des journalistes (issus des milieux nationalistes, de l'Action française ou de l'extrême droite), comme Emmanuel Beau de Loménie, Robert Coiplet, Paul-Émile Cadilhac, Pierre Dominique, Dominique Venner, Jean-André Faucher, Georges Gaudy, Philippe Roussel, Saint-Paulien. Le groupe comprenait environ une centaine d'adhérents.
Ce groupe avait pour but de perpétuer la mémoire et l'œuvre d'Édouard Drumont.
Afin de rééditer ses ouvrages et, en particulier, ses analyses sur les Protocoles des Sages de Sion, l'association fonda une « Société des amis d'Édouard Drumont » qui se chargea de ce travail éditorial. Elle devait décerner un prix annuel pour récompenser l'auteur de la meilleure publication sur Édouard Drumont et son œuvre.

### Tombeau

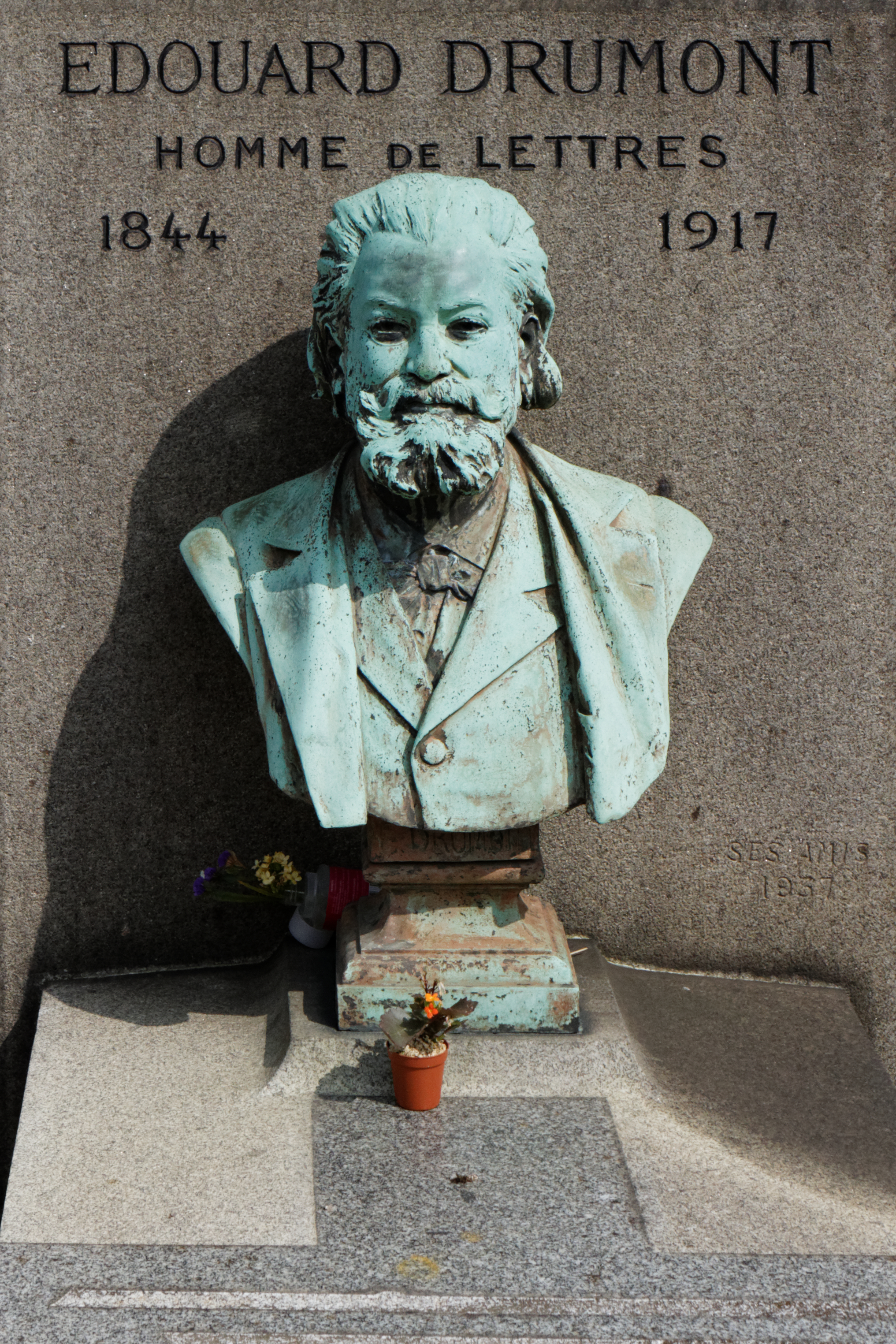
Tombeau d'Édouard Drumont au Père-Lachaise à Paris.

Mort le 3 février 1917,, Édouard Drumont est provisoirement inhumé au cimetière parisien de Saint-Ouen. Sa dépouille est transférée le 7 novembre 1917 dans sa sépulture définitive au cimetière du Père-Lachaise (94e division). Seuls quelques membres de sa famille (Mme Drumont et son frère, M. Rouyer) et quelques proches (Charles Devos, Raphaël Viau) assistent à la cérémonie. Le buste qui figure actuellement sur sa tombe est inauguré le 9 juin 1937.
En février 1943, pendant la Seconde Guerre mondiale, l'inscription « À l'auteur de l'immortel chef-d'œuvre, La France juive » fut ajoutée à l'initiative de Jean Drault à l'occasion d'un « pèlerinage » organisé par l'Union des forces françaises présidée par Jean Boissel.
En 2000, un arrêté municipal du Conseil de Paris, présidé par Jean Tiberi, autorise à faire buriner l'épitaphe, considérée comme constituant « un trouble à l'ordre public ».
D'autre part, sur une plaque fixée au 3 bis passage Landrieu sur la maison où a habité Édouard Drumont était écrit « Ici a vécu Édouard DRUMONT, l'immortel auteur de La France juive, qui avait, dès 1886, prévu le mal dont la France a failli mourir. En reconnaissance et en réparation ».

## Œuvres
- Mon Vieux Paris, Paris, G. Charpentier éditeur, 1878. Seconde édition illustrée par Gaston Coindre chez Éditions Flammarion en 1893 (BNF 34216893, lire en ligne sur Gallica)  — Prix de Jouy de l’Académie française 1879.
- Les Fêtes nationales à Paris, Paris, L. Baschet (1re éd. 1878) (BNF 32046216)
- Le Dernier des Trémolin, Paris, Palmé (1re éd. 1879), 328 p. (BNF 30356643, lire en ligne sur Gallica)
- Louis de Rouvroy de Saint-Simon (préf. Édouard Drumont), Papiers inédits du duc de Saint-Simon : Lettres et dépêches sur l'ambassade d'Espagne, Paris, A. Quantin, 1880, 411 p. (BNF 34080751, lire en ligne sur Gallica)
- Les frères Anthoine (préf. Édouard Drumont), La Mort de Louis XIV : Journal des Anthoine, Paris, A. Quantin, 1880, 156 p. (BNF 34080751, lire en ligne sur Gallica)
- La France juive : essai d'histoire contemporaine, Paris, C. Marpon & E. Flammarion, 1886 (BNF 34036023, tome premier sur Gallica, tome second sur Gallica)
- La France Juive devant l'opinion, 1886
- La Fin d'un monde : Étude psychologique et sociale, 1889
- La Dernière Bataille, 1890
- Le Testament d'un antisémite, 1891
- Le Secret de Fourmies, 1892 lire en ligne sur Gallica
- De l'or, de la boue, du sang : Du Panama à l'anarchie, 1896
- Mon Vieux Paris. Deuxième série, Ernest Flammarion, 1897 ; illustrations de Gaston Coindre.
- La Tyrannie maçonnique, 1899
- Les Juifs contre la France, 1899
- Les Tréteaux du succès. Figures de bronze ou statues de neige, 1900
- Les Tréteaux du succès. Les héros et les pitres, 1900
- Le Peuple juif, 1900
- Vieux Portraits, vieux cadres, 1903
- Sur le chemin de la vie (souvenirs) 1914

## Filmographie
Télévision
- 1995 : L'Affaire Dreyfus d'Yves Boisset : joué par Rita Brantalou
- 2013 : Drumont, histoire d'un antisémite français, d’Emmanuel Bourdieu, France 2 : joué par Denis Podalydès (téléfilm).
- 2021 : Paris Police 1900, de Fabien Nury, Canal+ : joué par Eddie Chignara (série).